# Black Mirror: Bandersnatch
Pour les articles homonymes, voir Black Mirror.
Pour plus de détails, voir Fiche technique et Distribution.

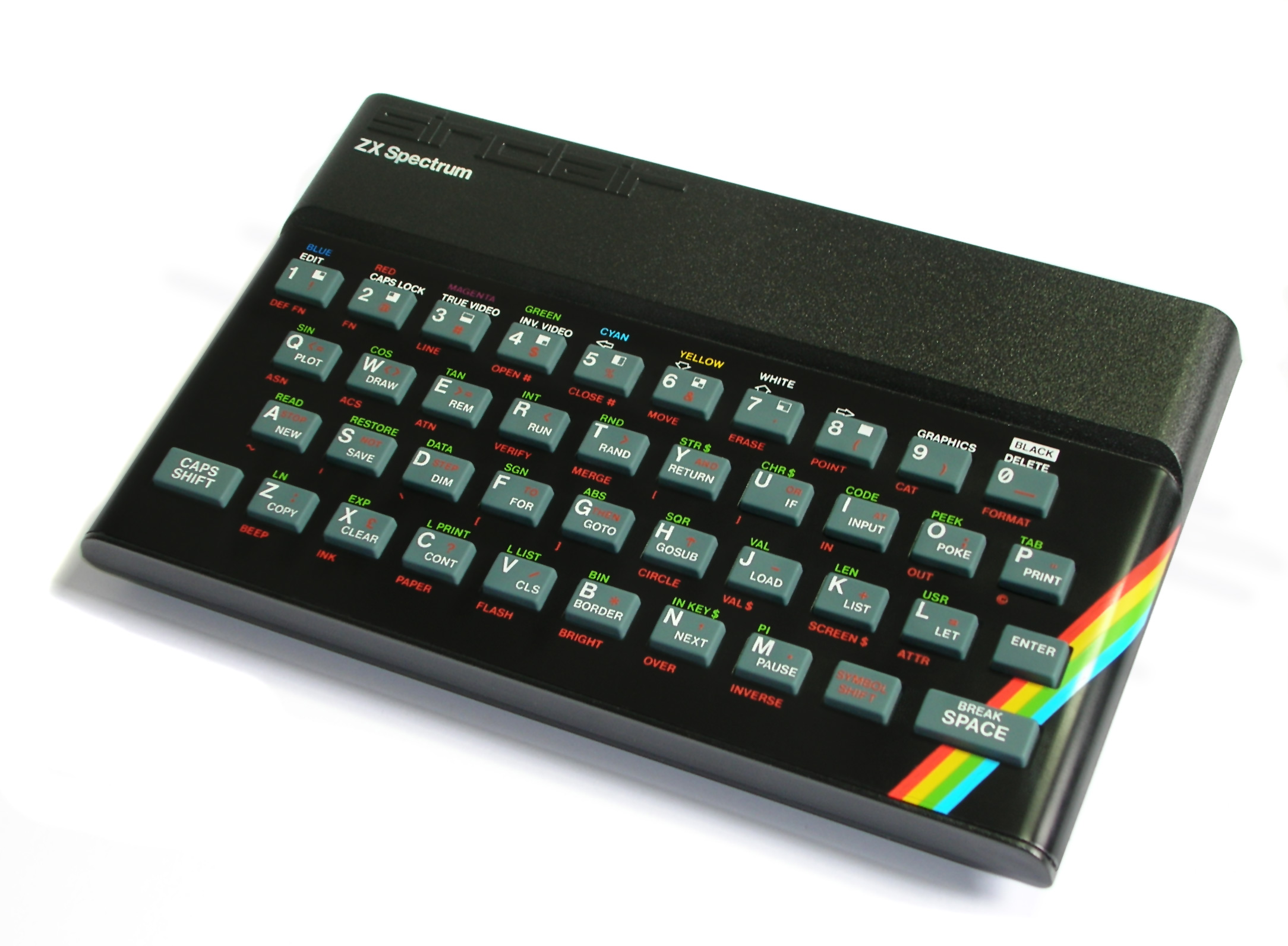
Bandersnatch se concentre sur l'ère de Britsoft au début des années 1980, où l'un des ordinateurs personnels bon marché comme le ZX Spectrum permet de créer, coder, modifier ou corriger ses propres jeu vidéo.

Black Mirror: Bandersnatch (ou simplement Bandersnatch) est un film interactif de science-fiction sorti en 2018 et adapté de la série d'anthologie Black Mirror. Écrit par le scénariste de la série Charlie Brooker et réalisé par David Slade, ce film est sorti sur Netflix le 28 décembre 2018.
Dans Bandersnatch, les téléspectateurs peuvent prendre des décisions pour le personnage principal, le jeune programmeur Stefan Butler (Fionn Whitehead), qui adapte un roman de fantasy dans un jeu vidéo en 1984 (référence au roman 1984 et son célèbre « Big Brother vous observe »). Mais nous suivons en réalité la vie d'un jeune homme qui se fait manipuler et retourner le cerveau via les nouvelles technologies. Le film est basé sur un projet de jeu vidéo du même nom développé par la société Imagine Software, qui ne sera jamais terminé après la faillite de la société.
Brooker et Annabel Jones, productrice déléguée, ont été approchés par Netflix afin de faire un film interactif pour le mois de mai 2017. La difficulté dans l'écriture non linéaire du script a conduit à la création d'une succursale sur mesure pour le projet, afin notamment d'optimiser l'utilisation de la mémoire tampon. Le tournage et la production ont pris plus de temps qu'un épisode classique de Black Mirror.
Netflix retire le film de la plateforme le 12 mai 2025, car jugé trop contraignant techniquement,,.

## Concept
Bandersnatch est présenté comme un film interactif. Un bref tutoriel, spécifique à l'appareil du spectateur, explique à ce dernier comment faire des choix. Il a ainsi dix secondes pour prendre une décision, ou par défaut une décision sera prise à sa place. Une fois une « partie » terminée, le spectateur a la possibilité de revenir en arrière et de faire un choix différent. La moyenne de visionnage est de 90 minutes, même si le chemin le plus rapide permet un visionnage de 40 minutes. Il y a 150 minutes de film divisé en 250 segments. IGN rapporte que selon Netflix, il y a cinq « grandes » fins, avec des variantes à l'intérieur de ces dernières. Quand le spectateur a atteint une de ces fins, le film interactif donne au joueur la possibilité de refaire un dernier choix crucial afin d'être en mesure d'explorer d'autres segments. Dans certains cas, le spectateur peut atteindre le même segment de plusieurs façons.

## Synopsis
En Angleterre, le 9 juillet 1984, un programmeur de 19 ans, Stefan Butler (Fionn Whitehead), rêve d'adapter un livre Choose Your Own Adventure appelé Bandersnatch au salon de l'informatique et écrit par l'écrivain tragique Jerome F. Davies (Jeff Minter). Il espère ainsi révolutionner le jeu vidéo d'aventure. Le jeu consiste à traverser un dédale de couloirs, tout en évitant une créature appelée Pax, et parfois le joueur doit faire des choix en fonction des instructions à l'écran. Butler produit le jeu pour la société Tuckersoft, gérée par Mohan Thakur (Asim Chaudhry), qui emploie le célèbre programmeur Colin Ritman (Will Poulter). Butler a le choix d'accepter ou de refuser l'aide de la société dans le développement du jeu. Si Butler accepte l'offre, Ritman dit qu'il a choisi le « mauvais chemin » et Butler revit alors la scène pour faire un choix différent.

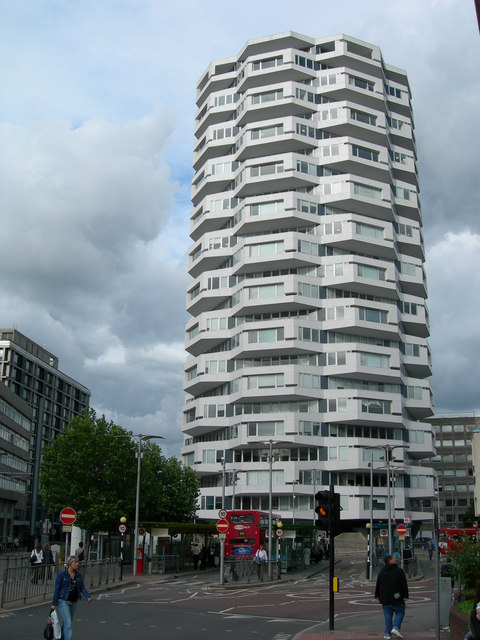
Le No.1 Croydon, lieu de la société Tuckersoft.

Si Butler refuse, il commence à travailler en solitaire sur le jeu depuis chez lui et doit le livrer pour le 12 septembre à Thakur, afin que Tuckersoft profite des ventes de Noël.
Butler suit en parallèle une thérapie avec le docteur Haynes (Alice Lowe) et fait finalement le choix de discuter de la mort de sa mère, mort survenue quand il avait cinq ans et dont il se sent responsable : sa mère était dans le train de 8 h 45 qui a déraillé, ayant manqué celui de 8 h 30 qu'elle devait prendre au départ, car Butler ne voulait pas quitter la maison sans son lapin en peluche que son père, Pierre (Craig Parkinson), avait pris soin de cacher, estimant que son fils ne devait pas jouer avec des poupées.
Un autre choix permet à Butler de suivre Ritman jusqu'à son appartement, où il vit avec sa petite amie Kitty et sa fille Pearl, et de prendre du LSD. Ritman parle ensuite des chemins différents qu'il est possible de suivre dans sa vie. Il dit à Butler que l'un des deux doit sauter du balcon et l'autre doit rester. Le spectateur peut alors explorer plusieurs chemins, si Stefan saute, le magazine télévisé Micro Play donnera une mauvaise note à un Bandersnatch bâclé et l'entreprise Tuckersoft fermera ses portes, alors que si c'est Colin Ritman qui saute, Kitty crie en le voyant, ce qui réveille Stefan d'un cauchemar.
La date limite pour remettre le jeu à Thakur est reportée alors que d'étranges erreurs surviennent dans le jeu. Butler commence à sentir qu'il est contrôlé par des forces extérieures, en remettant en question sa confiance en son père et le docteur Haynes. Butler trouve que sa vie possède des points communs avec celle de l'écrivain Davies, notamment avec les segments qui conduisent Davies à la décapitation de sa propre femme. Comme Butler commence à sombrer dans la folie, le spectateur a la possibilité de lui expliquer, par l'intermédiaire de son ordinateur ZX Spectrum, que Netflix essaye de lui envoyer des signaux à partir du XXIe siècle. Un chemin révèle que les personnages sont en fait des acteurs et que le père de Butler est un producteur. Un autre conduit à ce que Butler s'attaque à sa thérapeute et à son père.
Le spectateur peut aussi découvrir un coffre-fort verrouillé, contenant dans un cas le lapin en peluche de Butler, selon les mots de passes suivants : PAX ou PAC, JFD ou TOY.
Dans un cas, suivant que Butler choisit de s'endormir avec une photo de famille à un pique-nique ou avec un livre de jeux vidéo, des documents du coffre-fort révèlent qu'il est surveillé dans le cadre d'une expérience. Avec d'autres chemins, le spectateur a la possibilité, lors d'une des crises de Butler, de le calmer ou le faire tuer son père, puis de l'enterrer ou de découper son corps.
Un ensemble de choix, dont celui de ne pas tuer son père, conduit aussi à ce que Butler suive les conseils de Ritman en traversant un miroir pour revenir à ses cinq ans et aller, ayant retrouvé son lapin en peluche, avec sa mère pour mourir dans le déraillement du train en 1970, causant sa mort dans le présent en pleine séance avec sa thérapeute.
S'il enterre son père après l'avoir tué, il reçoit alors un appel important de Tuckersoft pour savoir si le jeu est prêt à la fin de l'après-midi. S'il répond oui, Colin arrive et le spectateur dit si on peut tuer Ritman ou pas, s'il dit non, Thakur ouvre la porte, Butler tue Thakur et finit en prison, puis Tuckersoft ferme ses portes.
Stefan appelle le 20541, numéro du docteur Haynes pour le rendez-vous du mardi matin, se vante d'avoir tué son père et d'envisager de tuer sa thérapeute. Le magazine Micro Play donne une note de 5/5 au jeu mais celui-ci sera retiré de la vente à cause des faits de son auteur, le jeu devant être normalement sorti au prix de 6,95 £ vers Noël 1984. Ces chemins amènent à notre présent, où l'on voit Pearl qui est maintenant développeuse et qui essaye d'adapter le Bandersnatch de Butler en un film interactif pour Netflix. Elle commence à avoir les mêmes visions que Davies et Butler.

## Fiche technique
- Titre : Black Mirror: Bandersnatch
- Réalisation : David Slade
- Scénario : Charlie Brooker
- Musique : Brian Reitzell
- Montage : Tony Kearns
- Production :
  - Production déléguée : Charlie Brooker et Annabel Jones
  - Production exécutive : Marshall Leviten
- Pays :  Royaume-Uni
- Langue : anglais
- Durée : 90 minutes
- Société de production : House of Tomorrow et Netflix
- Société de distribution : Netflix
- Date de sortie : 28 décembre 2018

## Distribution
Sauf indication contraire, les informations mentionnées dans cette section peuvent être confirmées par la base de données cinématographiques IMDb,  présente dans la section « Liens externes ».
- Fionn Whitehead (VF : Hervé Grull) : Stefan Butler
- Craig Parkinson : Peter Butler
- Alice Lowe : Dr Haynes
- Asim Chaudhry : Mohan Thakur
- Will Poulter (VF : Fred Colas) : Colin Ritman
- Tallulah Haddon (en) : Kitty
- Catriona Knox : Leslie
- Paul Bradley : Robin
- Jonathan Aris : Crispin
- A.J. Houghton : Young Stefan
- Fleur Keith : mère
- Laura Evelyn : Pearl Ritman
- Alan Asaad : Satpal
- Suzanne Burden (en) : Judith Mulligan
- Jeff Minter : Jerome F. Davies
- Jon-Jo Inkpen : Pax
- Tom McCall : ambulancier
- Ellie Piercy : réceptionniste
- Stephen Rashbrook : narrateur
- Rochenda Sandall : Pippa 1st AD
- Sandra Teles : journaliste

## Production

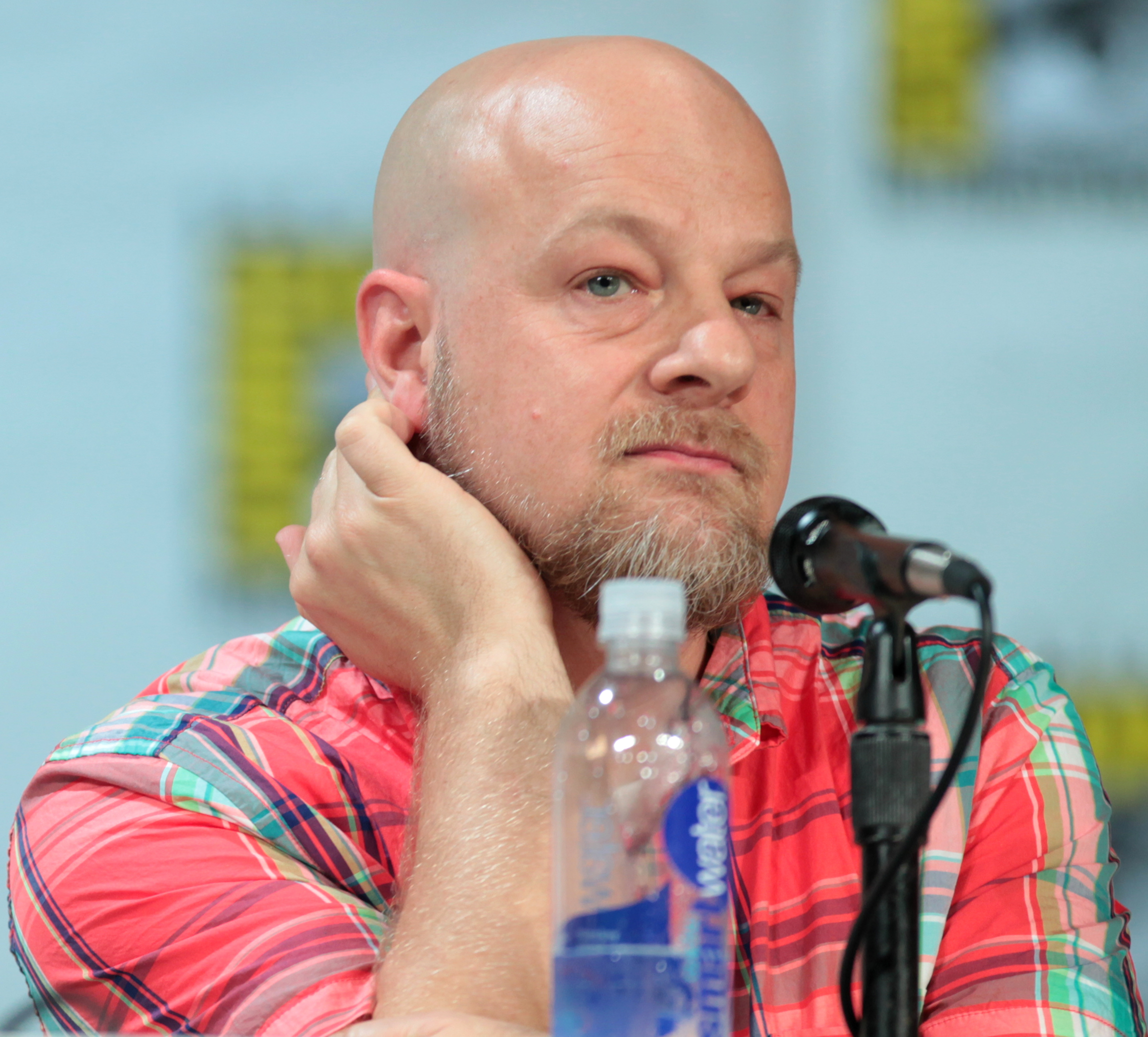
David Slade à Comic Con en 2014.

Bandersnatch est un film interactif dans lequel le spectateur est invité à faire différents choix qui affectent le déroulement de l'intrigue. Il a été diffusé sur Netflix le 28 décembre 2018 et est disponible en vingt-huit langues. Netflix avait déjà publié quelques programmes interactifs pour enfants dès 2017 avec Le Chat Potté. Netflix a également diffusé une série interactive basée sur le jeu vidéo Minecraft: Story Mode en novembre 2018. Bandersnatch est leur première sortie destinée aux adultes.

## Conception et écriture
Le film a été écrit par le créateur de la série Charlie Brooker. Sa productrice exécutive Annabel Jones et lui-même ont été approchés par Netflix en mai 2017, pour faire un épisode interactif. Leur premier réflexe a été de rejeter l'offre, notamment à cause des préoccupations quant à l'absence de transitions sans heurt avec les précédents films interactifs. Cependant, pendant une réunion quelques semaines plus tard, ils conçoivent un script basé sur un programmeur voulant faire un jeu vidéo à partir d'un livre Choose Your Own Adventure. Brooker a réalisé de multiples segments pour le troisième épisode de la série, Playtest, notamment une version « cauchemar » de l'épisode, joué lorsque le spectateur a vu l'épisode une fois et se serait retrouvé avec un univers beaucoup plus sombre.
Brooker a initialement envisagé que le film n'ait qu'une seule intrigue, avec quelques scènes de choix à la fin, jusqu'à ce qu'il ait eu l'idée de le faire tout au long du film. Pour garder le récit centré avec les nombreux segments de terminaisons, Brooker a maintenu l'histoire du concept de base autour de la liberté de choix ou de l'illusion de liberté. Il a soumis à Netflix les 170 pages de script sous Twine, un outil d'écriture pour fiction interactive. Il a également utilisé Scrivener, Final Draft et plusieurs versions du bloc-notes de Windows. La structure de base du film est ce qui a pris le plus de temps à écrire, et le script a vu sept versions différentes être écrites. Comme il s'agit du premier contenu interactif adulte sur Netflix, Bandersnatch a besoin de beaucoup plus de choix plus complexes que les précédentes œuvres interactives, conduisant Netflix à engager du personnel afin de créer un outil sur mesure.
La diffusion requiert que deux choix possibles soient pris en charge en même temps dans la mémoire cache, ce qui signifie que Bandersnatch ne peut pas être disponible sur certains appareils plus anciens, comme Chromecast ou Apple TV,. Pour aider les téléspectateurs qui ne sont pas familiers avec la nouvelle interface, le film propose au début des choix sans impact comme la marque de céréales de petit déjeuner de Stefan ou la musique qu'il va écouter. Si aucun choix n'est fait, le spectateur sera dirigé vers la version la plus basique de l'histoire, déterminée par Brooker.
Les acteurs de Bandersnatch étaient déjà apparus dans des productions précédentes. Fionn Whitehead était apparu en 2017 dans le film de guerre Dunkerque, Will Poulter a joué en 2014 dans Le Labyrinthe et en 2017 dans Detroit, Asim Chaudhry avait joué dans le faux documentaire Les gens ne font rien du tout. Davies est joué par le développeur de jeu indépendant Jeff Minter, qui a développé plusieurs jeux vidéo psychédéliques.
Le film a été réalisé par David Slade, qui a déjà dirigé Metalhead, le quatrième épisode de la série. La musique a été composée par Brian Reitzell, connu pour des morceaux tels que Relax pour Frankie Goes to Hollywood. La production a pris huit mois, alors que le tournage a duré environ trente-cinq jours,,, ce qui était considérablement plus long que la moyenne d'un épisode de Black Mirror. Certaines scènes extérieures ont été tournées à Croydon, près de Londres, en avril 2018.

## Clins d’œil
Comme pour les précédents épisodes, Bandersnatch fait plusieurs références aux épisodes antérieurs de la série. Le glyphe à trois branches montré dans l'épisode est une version numérisée d'un symbole déjà observé dans l'épisode 2 de la deuxième saison : La Chasse. On constate aussi la mention d’un jeu vidéo nommé Metl Hedd illustré par le chien robot tueur de l’épisode 5 de la saison 4 : Metalhead (Tête de métal). Colin Ritman développe un jeu appelé Nosedive, titre original de l'épisode 1 de la troisième saison. La clinique du Dr Haynes se nomme Saint Juniper's. Le nom du Dr R. Haynes fait référence à Rolo Haynes, apparu dans l'épisode Black Museum.